# Michael Franks (athlétisme)
Michael "Mike" Franks (né le 23 septembre 1963) est un athlète américain spécialiste du 400 mètres. 
Il se révèle durant la saison 1983 en décrochant la médaille d'argent du 400 m des Championnats du monde d'Helsinki avec le temps de 45 s 22, s'inclinant face au Jamaïcain Bert Cameron. En 1985, il permet à l'équipe des États-Unis de remporter la Coupe du monde des nations de Canberra grâce à sa victoire sur 400 m, signant en 44 s 47 la meilleure performance de sa carrière. En 1987, Mike Francks monte sur la troisième marche du podium des Championnats du monde en salle d'Indianapolis.

## Palmarès
| Date | Compétition                    | Lieu         | Résultat | Discipline |
| ---- | ------------------------------ | ------------ | -------- | ---------- |
| 1983 | Championnats du monde          | Helsinki     | 2e       | 400 m      |
| 1985 | Coupe du monde des nations     | Canberra     | 1er      | 400 m      |
| 1987 | Championnats du monde en salle | Indianapolis | 3e       | 400 m      |